# 珠江拟腹吸鳅
珠江拟腹吸鳅（学名：Pseudogastromyzon fangi）为平鳍鳅科拟腹吸鳅属的鱼类，是中国的特有物种。分布于北江、西江和湘江等，常栖息于山溪砾砂石底质河段。该物种的模式产地在广州附近。
其种加词“fangi”以方炳文的名字命名。